# Unione Sportiva Triestina Calcio 1992-1993
Questa pagina raccoglie le informazioni riguardanti l'Unione Sportiva Triestina Calcio nelle competizioni ufficiali della stagione 1992-1993.

## Rosa
| N. |                   | Ruolo | Calciatore           |
| -- | ----------------- | ----- | -------------------- |
|    | Italia (bandiera) | D     | Daniele Arrigoni     |
|    | Italia (bandiera) | D     | Giuseppe Bagnato     |
|    | Italia (bandiera) | C     | Andrea Bianchi       |
|    | Italia (bandiera) | C     | Nicola Bressi        |
|    | Italia (bandiera) | P     | Alex Brunner         |
|    | Italia (bandiera) | D     | Ersilio Cerone       |
|    | Italia (bandiera) | C     | Bruno Conca          |
|    | Italia (bandiera) | D     | Gino Cossaro         |
|    | Italia (bandiera) | C     | Sandro Danelutti     |
|    | Italia (bandiera) | C     | Mario Donatelli (II) |
|    | Italia (bandiera) | P     | Nico Facciolo        |
|    | Italia (bandiera) | A     | Denis Godeas         |

| N. |                   | Ruolo | Calciatore            |
| -- | ----------------- | ----- | --------------------- |
|    | Italia (bandiera) | A     | Roberto Labardi       |
|    | Italia (bandiera) | A     | Francesco La Rosa     |
|    | Italia (bandiera) | A     | Umberto Marino        |
|    | Italia (bandiera) | A     | Massimo Mezzini       |
|    | Italia (bandiera) | D     | Mauro Milanese        |
|    | Italia (bandiera) | A     | Ezio Panero           |
|    | Italia (bandiera) | C     | Walter Pasqualini     |
|    | Italia (bandiera) | A     | Maurizio Rizzioli     |
|    | Italia (bandiera) | D     | Luigi Sandrin         |
|    | Italia (bandiera) | D     | Massimiliano Tangorra |
|    | Italia (bandiera) | C     | Antonio Terracciano   |
|    | Italia (bandiera) | C     | Alessio Torracchi     |

## Risultati

### Campionato

#### Girone di andata
| 30 agosto 1992 1ª giornata | Como | 0 – 1 | Triestina |  |

| 6 settembre 1992 2ª giornata | Triestina | 5 – 3 | Alessandria |  |

| 13 settembre 1992 3ª giornata | Triestina | 2 – 1 | Arezzo |  |

| 20 settembre 1992 4ª giornata | Vicenza | 1 – 1 | Triestina |  |

| 27 settembre 1992 5ª giornata | Triestina | 3 – 0 | Sambenedettese |  |

| 4 ottobre 1992 6ª giornata | Chievo | 3 – 1 | Triestina |  |

| 18 ottobre 1992 7ª giornata | Triestina | 0 – 1 | Vis Pesaro |  |

| 25 ottobre 1992 8ª giornata | Carpi | 1 – 1 | Triestina |  |

| 1º novembre 1992 9ª giornata | Triestina | 1 – 0 | Ravenna |  |

| 8 novembre 1992 10ª giornata | Leffe | 1 – 1 | Triestina |  |

| 15 novembre 1992 11ª giornata | Triestina | 1 – 0 | Pro Sesto |  |

| 22 novembre 1992 12ª giornata | Massese | 0 – 0 | Triestina |  |

| 29 novembre 1992 13ª giornata | Carrarese | 0 – 1 | Triestina |  |

| 16 dicembre 1992 14ª giornata | Triestina | 2 – 1 | Spezia |  |

| 13 dicembre 1992 15ª giornata | Empoli | 1 – 0 | Triestina |  |

| 20 dicembre 1992 16ª giornata | Triestina | 3 – 1 | Palazzolo |  |

| 27 dicembre 1992 17ª giornata | Siena | 0 – 0 | Triestina |  |

#### Girone di ritorno
| 24 gennaio 1993 18ª giornata | Triestina | 0 – 1 | Como |  |

| 31 gennaio 1993 19ª giornata | Alessandria | 0 – 0 | Triestina |  |

| 7 febbraio 1993 20ª giornata | Arezzo | 0 – 2 | Triestina |  |

| 14 febbraio 1993 21ª giornata | Triestina | 1 – 0 | Vicenza |  |

| 21 febbraio 1993 22ª giornata | Sambenedettese | 0 – 0 | Triestina |  |

| 7 marzo 1993 23ª giornata | Triestina | 2 – 3 | Chievo |  |

| 14 marzo 1993 24ª giornata | Vis Pesaro | 1 – 1 | Triestina |  |

| 21 marzo 1993 25ª giornata | Triestina | 1 – 0 | Carpi |  |

| 28 marzo 1993 26ª giornata | Ravenna | 1 – 0 | Triestina |  |

| 4 aprile 1993 27ª giornata | Triestina | 2 – 0 | Leffe |  |

| 18 aprile 1993 28ª giornata | Pro Sesto | 3 – 1 | Triestina |  |

| 25 aprile 1993 29ª giornata | Triestina | 0 – 0 | Massese |  |

| 2 maggio 1993 30ª giornata | Triestina | 0 – 0 | Carrarese |  |

| 9 maggio 1993 31ª giornata | Spezia | 0 – 0 | Triestina |  |

| 16 maggio 1993 32ª giornata | Triestina | 2 – 2 | Empoli |  |

| 23 maggio 1993 33ª giornata | Palazzolo | 2 – 1 | Triestina |  |

| 30 maggio 1993 34ª giornata | Triestina | 1 – 0 | Siena |  |